# Герасимов, Дмитрий Геннадьевич
Герасимов Дмитрий Геннадьевич (16 июня 1975, Гремячинск) — российский боксёр (мастер спорта) и кикбоксер (заслуженный мастер спорта).

## Биография
Спортом занялся с 14 лет. В начале борьбой, затем боксом и кикбоксингом. В 1993 г. выполнил норматив мастера спорта России по боксу, победив на кубке страны в своей весовой категории. В 1996 и 1997 гг. был призером чемпионатов России по боксу. В 1997 г. одержал верх над своими соперниками в матчевой встрече «Россия–США».В 1998 г на Играх доброй воли уступил только в финале своему сопернику Савону.С 1999 г. Дмитрий перешел из боксеров в кикбоксеры. Д.Г. Герасимов окончил Пермский педагогический университет, факультет физического воспитания. В 2001 г. в Австрии Герасимов завоевал титул сильнейшего на планете кикбоксера в разделе фулл-контакт. В 2002 г. он собрал в г. Гремячинске мальчишек - кикбоксеров и провел показательный турнир на приз Герасимова.

## Победы в боксе
- Победитель кубка России – 1993 г.; Чемпион Урала – 1994-99 гг.;[источник не указан 1593 дня]
- Серебряный призёр чемпионата России 1997 года по боксу[3].
- Победитель матча Россия — США по боксу (1997, США)[4]
- Участник игр Доброй воли 1998 года (США)[5]

## Победы в кикбоксинге
- Шестикратный чемпион России (1999-2003)[источник не указан 1593 дня].
- Двукратный чемпион Европы  (2000, Россия), (2002, Италия)[источник не указан 1593 дня]
- Двукратный чемпион Мира  (2001, Австрия), [2002, Франция)[источник не указан 1593 дня]